# Euxoa karafutonis
Euxoa karafutonis là một loài bướm đêm trong họ Noctuidae.